# Ние, мечоците
„Ние, мечоците“ е американски анимационен сериал, създаден от Даниел Чонг. Основните фигури в него са трима братя мечоци, а действието – техните опити да се приобщят към човешкото общество. Действието се развива в модерния свят. На 30 май 2019 беше обявено че през 2020 ще излезе Ние Мечоците: Филмът

## Сюжет
Сериалът се фокусира за тримата братя, опитващи се да се приспособят към човешкото общество като си купуват храна, правейки човешки приятели или опитвайки се да станат известни в интернет. С тези опити мечоците са показани да се борят да го направят, поради цивилизованата природа на хората и техните собствени животински инстинкти. В края, те разбират, че имат себе си за подкрепа. Един забележим аспект от хумора на шоуто е „мечата пирамида“. Както си личи по името, мечоците се нареждат един върху друг, което служи за техния начин на придвижване.

## Герои

### Мечоците
- Гризли („Гриз“ накратко) е мечка гризли. Той е най-големият от мечоците и водачът. Гриз е забавна мечка, която обича да общува и друг, макар че е нелеп. Въпреки това, той желае да среща нови хора и се опитва да се сприятели с всеки срещнат. Озвучава се от Ерик Еделстайн.

- Панда е панда. Той е средният брат и е наричан Пан-Пан от Гриз. Панда има нежно сърце и бива излаган или неспокоен лесно. Има по-малка увереност от братята си. Добър е с технологиите и използва това умение в социалните мрежи или в сайтове за срещи, в което открива малко успех. Той е вегетарианец и има алергия към фъстъци и котки. Озвучава се от Боби Мойнихан.

- Белият е полярна мечка и най-малкият брат. Говори рядко, а ако говори, в повечето случаи говори в трето лице или казва името си преди всичко. Белият е многоезичен, успявайки да говори корейски, френски и руски. Той е умел готвач, салса танцьор, новобранец в роботиката и майстор по бойни изкуства. Спи в хладилник с брадва. Озвучава се от Демитри Мартин.

### Второстепенни герои
- Клои Парк е 10-годишно корейско-американско момиче и дете гений, което е пропуснало няколко класа и е в колеж. Тя няма много приятели освен мечките и има трудности в общуването с нейните съученици. Озвучава се от Шарлийн Ий.

- Ном Ном е коала и известна Интернет звезда. Докато не говори в неговите видеа, Ном-Ном често вика ядосано на всеки, с който контактува, особено мечките. Той е също егоцентричен и мисли за материалните неща. Озвучава се от Патън Осуалт.

- Чарли е голяма стъпка. Той се скита из горите, докато не среща мечките. Той е социално нелеп и не знае как да бъде добър приятел, защото прекарва живота си сам. Преследван е постоянно от медията,поради което има страх от камерите. Озвучава се от Джейсън Лий.

## Епизоди
| сезон | сезон   | епизоди | епизоди | Първоначално излъчван | Първоначално излъчван |
| сезон | сезон   | епизоди | епизоди | Първо излъчено        | Последно излъчено     |
| ----- | ------- | ------- | ------- | --------------------- | --------------------- |
|       | пилотен | пилотен | пилотен | 6 ноември 2014 г.     | 6 ноември 2014 г.     |
|       | 1       | 26      | 26      | 27 юли 2015 г.        | 11 февруари 2016 г.   |
|       | 2       | 26      | 26      | 25 февруари 2016 г.   | 11 април 2017 г.      |
|       | 3       | 44      | 44      | 3 април 2017 г.       | 16 февруари 2018 г.   |
|       | 4       | 44      | 44      | 30 юли 2018 г.        | 27 май 2019 г.        |

## „Ние, мечоците“ в България
В България сериалът започва излъчване по локалната версия на Картун Нетуърк през 2015 г. 

### Нахсинхронен дублаж
| Роля          | Изпълнител                                                           |
| ------------- | -------------------------------------------------------------------- |
| Гризли        | Асен Мутафчиев (сезон 1) Мартин Димитров (сезон 2–4)                 |
| Панда         | Камен Иванов                                                         |
| Белият        | Асен Кобиларов                                                       |
| Чарли         | Явор Караиванов                                                      |
| Клоуи         | Царина Юхновска                                                      |
| Други гласове | Ася Братанова Мими Йорданова Росен Русев Момчил Степанов Петър Бонев |

| Обработка           | студио „Про Филмс“ |
| ------------------- | ------------------ |
| Режисьор на дублажа | Мария Михайлова    |
| Преводач            | Николина Петрова   |

- Това е единствената дублажна изява на актьора Асен Кобиларов.